# Ronde waaierstaartpijlstaartrog
De ronde waaierstaartpijlstaartrog (Taeniurops grabatus)  is een vissensoort uit de familie van de pijlstaartroggen (Dasyatidae). De wetenschappelijke naam van de soort is voor het eerst geldig gepubliceerd in 1817 door Étienne Geoffroy Saint-Hilaire.
De pijlstaartrog komt voor in het oosten van de Atlantische Oceaan van de Canarische Eilanden en Mauritanië tot aan de kust van Angola en verder in de Middellandse Zee van Tunesië tot Egypte op een diepte van 10 tot 300 meter op zandige rotsbodems of afwisselend zandige, modderige en stenige zeebodems.
Deze rog kan maximaal 2,5 meter lang worden en 84 kilogram wegen.